# Zwiebelzopf

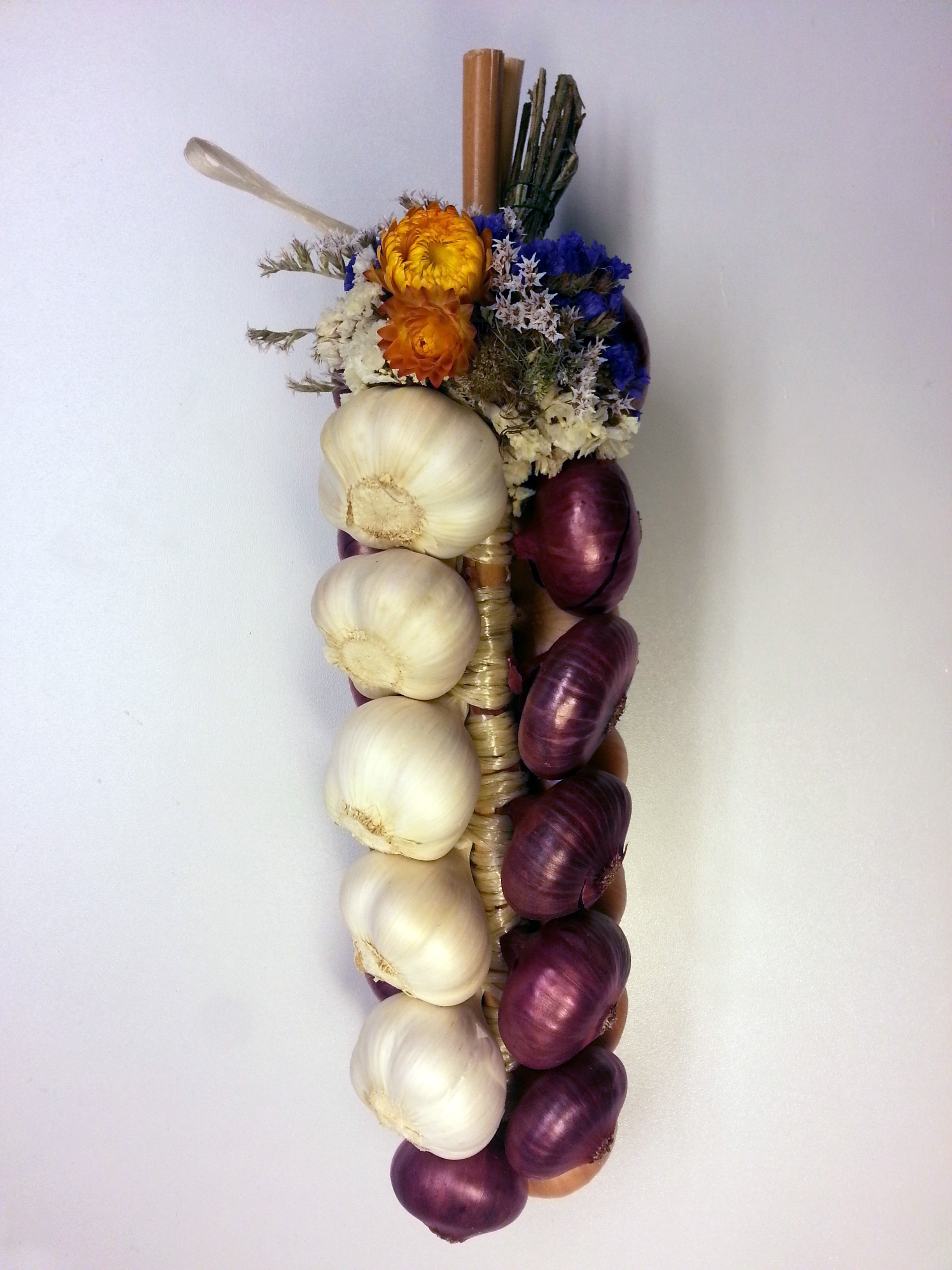
Zopf aus Zwiebel- und Knoblauchknollen

Ein Zwiebelzopf ist ein dekorativ gestalteter, oft verschiedenfarbig gemusterter Zopf aus Zwiebeln. Manchmal werden auch Knoblauchknollen verwendet und der Zopf mit Blumen verziert. Zwiebelzöpfe wurden ursprünglich nicht nur für Haltbarkeit und Hausschmuck geflochten; man verband damit im europäischen Brauchtum die Anschauung, die besondere Kraft der Zwiebel würde in Stall und Haus Unheil und Krankheit fernhalten.
Heute ist der Zwiebelzopf eines der Hauptobjekte auf dem Weimarer Zwiebelmarkt. Unzählige Zwiebelzöpfe in allen Farben sind am Berner Zibelemärit zu finden.
Die Bevölkerung von Riedlingsdorf im österreichischen Burgenland, wo das Zwiebelflechten ein seit Generationen ausgeübter Brauch ist, knüpfte zur 660-Jahr-Feier 1991 einen 660 Meter langen Zwiebelzopf, der feierlich durch den Ort getragen wurde.